# Ragazzo di Turkana

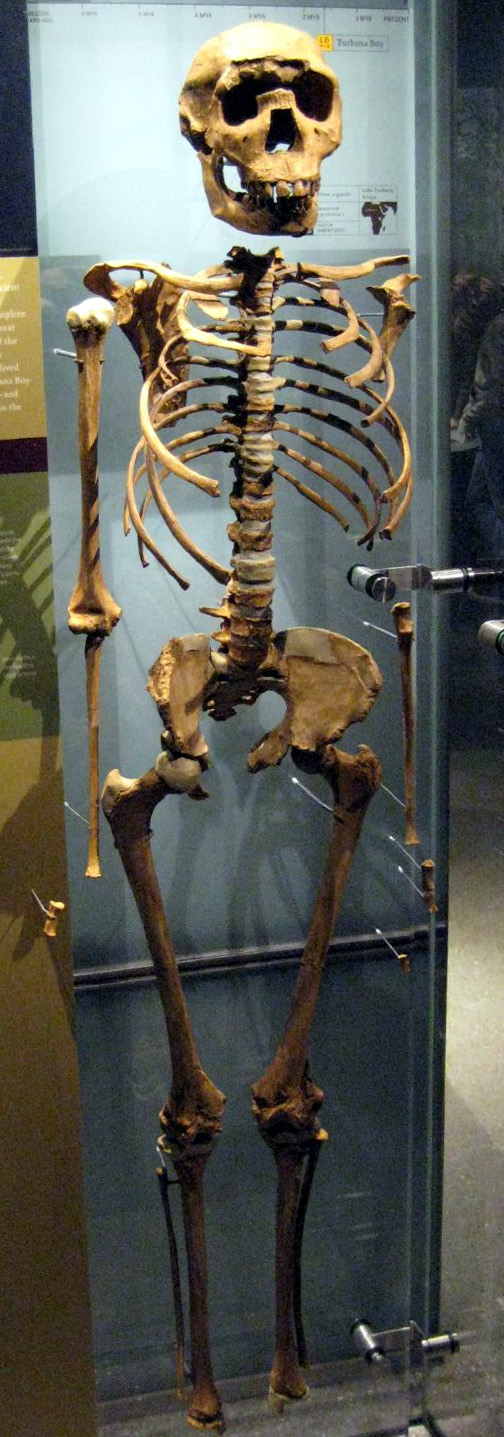
Lo scheletro del ragazzo di Turkana.

Ragazzo di Turkana è il nome con cui è comunemente conosciuto il fossile KNM-WT 15000. Ritrovato presso il Lago Turkana in Kenya. Si tratta di uno scheletro quasi completo (mancano soprattutto mani e piedi), di un giovane homo ergaster che morì quando aveva circa 10 anni, risalente a circa 1,6 milioni di anni fa all'inizio del Pleistocene.

## Ritrovamenti
I resti furono scoperti il 23 agosto 1984 dall'esperto ricercatore Kamoya Kimeu, membro dell'équipe diretta del paleoantropologo Richard Leakey, nel giacimento di Nariokotone in prossimità delle sponde del Lago Turkana in Kenya.
Per quanto riguarda la tassonomica e la filogenia, il ragazzo di Turkana, classificato inizialmente come Homo erectus viene ora attribuito alla specie Homo ergaster.

## Caratteristiche
La forma del bacino indicò quasi immediatamente che si trattava di un maschio.
In base allo sviluppo della dentizione e alla mancanza di collegamento epifiseale del cranio, gli antropologi Tim White e Richard Leakey stimarono che il ragazzo avesse circa 12 anni, mentre un'analisi dentaria più approfondita da parte di Christopher Dean portò a ritenere che avesse otto anni al momento della morte.
L'esemplare soffriva di scoliosi, e la causa della morte è probabilmente da attribuire ad una setticemia causata dall'infezione di un dente molare o a un incidente.

## Morfologia

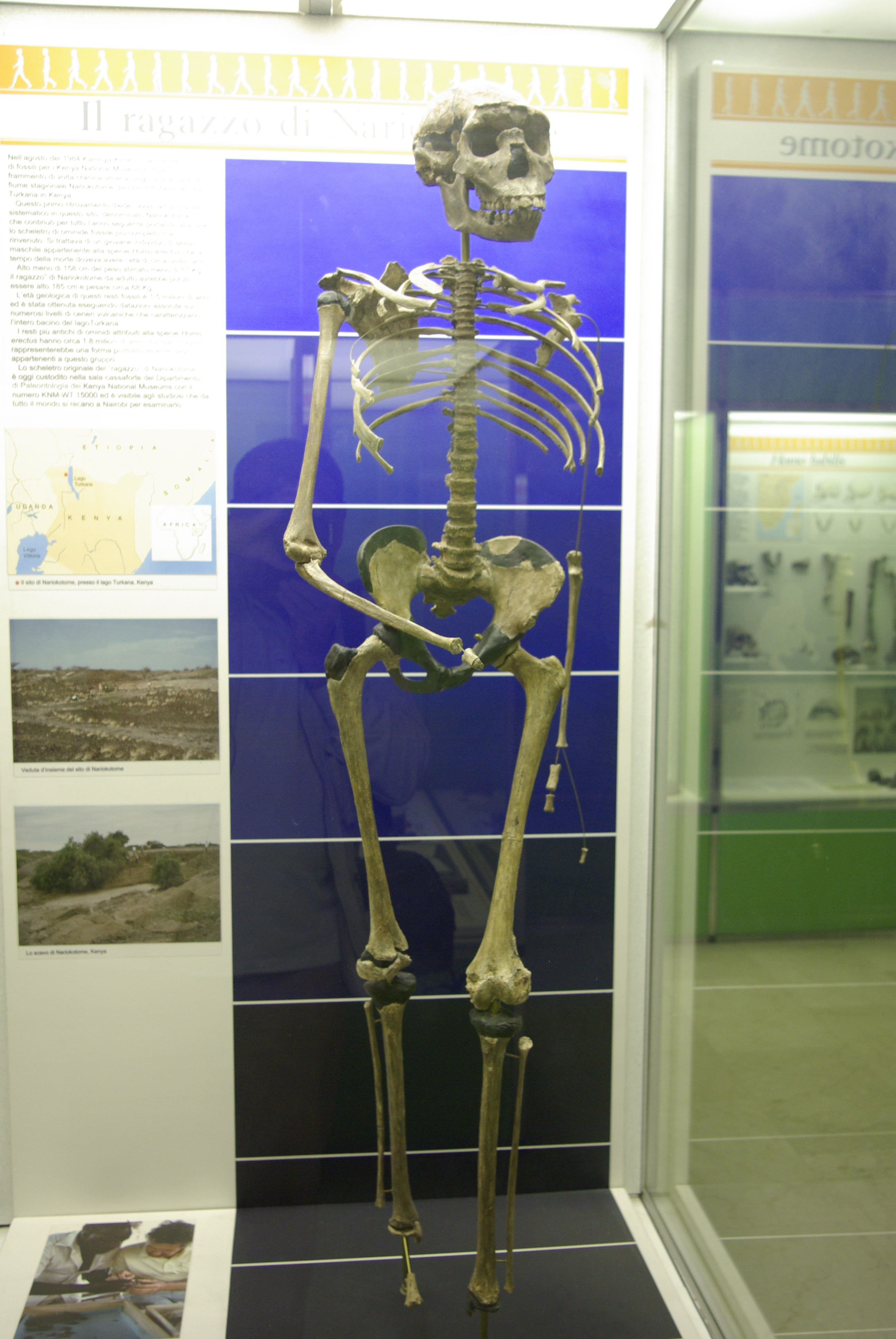
Ricostruzione scheletro

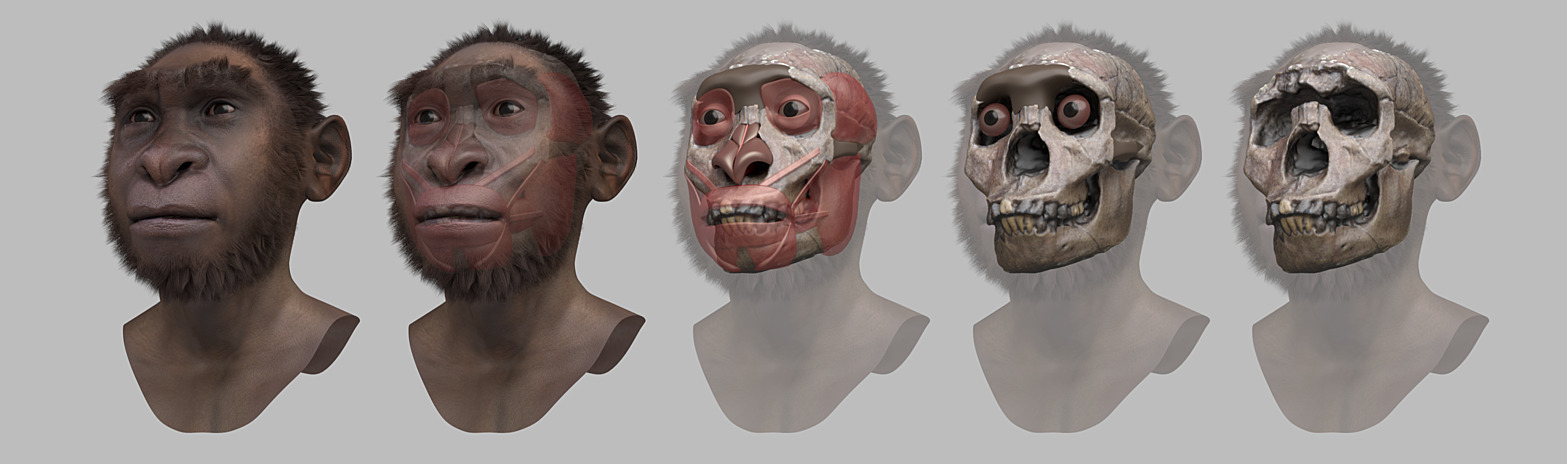
Ragazzo di Turkana - le fasi di ricostruzione facciale forense

L'analisi delle ossa in particolare la lunghezza del femore che ancora non si era ossificato completamente, fecero supporre una statura di 160 cm, che sarebbero diventati 185 cm al raggiungimento dell'età adulta. Il peso è stato stimato in circa 68 kg.
La capacità della scatola cranica era di 880 cm³, che sarebbero diventati 910 cm³ in età adulta, cioè molto meno dell'uomo moderno che in media raggiunge i 1350 cm³; era tuttavia una dimensione già di tipo umano. Si può supporre che in linea generale avesse l'aspetto simile ad un uomo attuale, anche se il suo cervello era equiparabile a quello di un bambino di poco più di un anno.
In complesso lo scheletro KNM-WT 15000 aveva caratteristiche come la postura inclinata in avanti, l'arco sopraciliare pronunciato e l'assenza di mento che lo distinguono dall'uomo moderno; anche le braccia erano più lunghe delle attuali.
È stato inoltre ipotizzato che avesse già una ricopertura di peli corporei molto ridotta, il che avrebbe favorito i movimenti e la termoregolazione nella savana.
Lo studio della morfologia interna del cranio, permette di osservare una concavità per un sufficiente sviluppo dell'area di Broca, una delle principali aree corticali dedicate all'articolazione del linguaggio, tuttavia l'osservazione dei fori delle vertebre toraciche (molto piccoli rispetto ad oggi), indica verosimilmente che non esisteva un'innervazione delle strutture, tale da permettere di avere una proprietà di linguaggio prossima alla nostra. Il ragazzo di Turkana era quindi probabilmente solo in grado di articolare suoni.

## Note

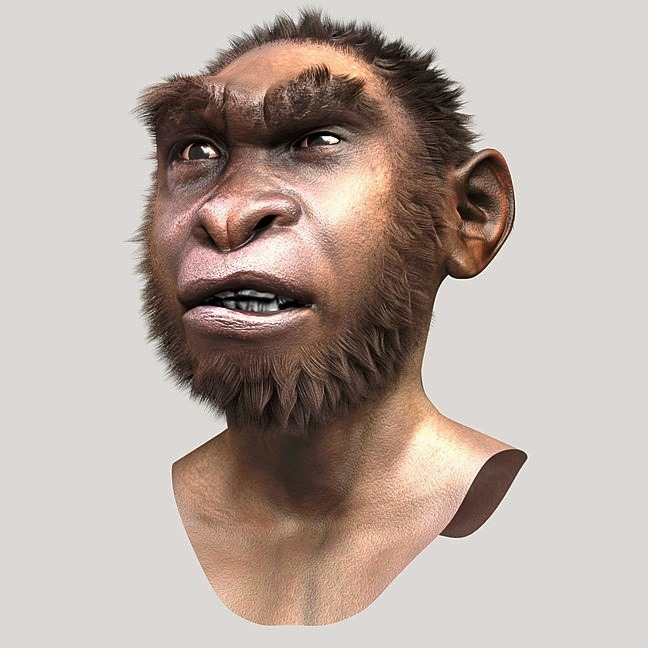
Turkana Boy - ricostruzione facciale forense